# Physematium cochisense
Physematium cochisense — вид родини вудсієвих (Woodsiaceae), зростає на півдні США й у Мексиці.

## Біоморфологічний опис
Стебла компактні, від прямовисних до висхідних, з кількома стійкими решками стеблин листків неоднакової довжини; луски часто рівномірно коричневі, але принаймні деякі двоколірні з темною центральною смугою та блідо-коричневими краями, вузько ланцетні. Листки 5–25 × 1.5–6 см; листові стеблини світло-коричневого або солом'яного забарвлення на всій довжині коли зрілі, іноді темніші біля основи, відносно крихкі; листові пластини від вузько ланцетних до яйцюватих, від перисто-перисто-розділених до 2-перистих проксимально, від рідко до помірно залозистих, ніколи не клейкі; рахіси зі залозистими волосками й випадковими волосоподібними лусочками; пера від яйцювато-дельтаподібних до еліптичних, більші в довжину ніж ширину, різко звужені до округлої або широко гострої вершини, зрідка послаблюються, найбільші — з 4–9 парами сегментів, абаксіальні та адаксіальні поверхні залозисті, позбавлені не залозистих волосків чи лусочок; сегменти зубчасті, часто дрібно лопатеві, краї блискучі адаксіально, зазвичай потовщені, без війок, але розкидано залозисті. Спори в середньому 43–49 мкм. 2n = 152. Період спороношення: пізня весна — осінь.

## Середовище проживання
Зростає на півдні США (пд.-сх. Аризона, пд.-зх. Нью-Мексико) й у Мексиці (Чихуахуа, Сонора?, Нижня Каліфорнія, Сур, Дуранго, Сіналоа). Населяє затінені уступи та ніші біля джерел та вологих місцин; зазвичай на гранітних або вулканічних субстратах; на висотах 1000–2200 метрів.